# Georg Schmiterlöw
Axel Georg Schmiterlöw, född den 17 november 1873 i Östads församling, Älvsborgs län, död den 9 oktober 1959 i Stockholm, var en svensk militär och gymnastikpedagog. Han var far till Carl Schmiterlöw.
Schmiterlöw avlade officersexamen 1896 och gymnastikdirektörsexamen 1902. Han var vikarierande eller biträdande gymnastiklärare vid åtskilliga skolor i Stockholm 1903–1908, professor vid universitetet i Gent för det av belgiska staten 1908 nyinrättade Institut supérieur d'éducation physique annexé à la faculté de médecine 1908–1911, extra lärare vid Gymnastiska Centralinstitutet 1903–1908 och 1911–1914 samt ordinarie lärare i gymnastik där 1914–1939. Schmiterlöw blev gymnastikinspektör i Skolöverstyrelsen 1924 och major i armén 1926. Han blev riddare av Svärdsorden 1917 och av Nordstjärneorden 1933.